# Shona Brownlee
Shona Brownlee (Livingston, 1979) è una sciatrice alpina e militare britannica, caporale della Royal Air Force. Ha vinto due medaglie ai Campionati mondiali di sci paralimpico del 2021 e ha gareggiato alle Paralimpiadi invernali del 2022.

## Biografia
Brownlee è nata a Livingston, West Lothian, Scozia. Ha frequentato la Carmondean Primary School e la Deans Community High School. Ha conseguito una laurea in musica presso il Royal Birmingham Conservatoire e un master presso l'Arizona State University.

## Carriera militare
Bronwlee è entrata a far parte della Royal Air Force nel 2012. Quell'anno si è infortunata alla caviglia durante l'allenamento, incidente che in seguito ha portato ad una complessa sindrome da dolore regionale. Nel 2018 ha subito l'amputazione di una gamba.
Brownlee ha fatto parte della banda centrale della Royal Air Force; suona il corno francese e il pianoforte. Prima della sua amputazione, non poteva far parte della banda musicale a causa del suo infortunio.

## Carriera sportiva
Brownlee ha iniziato a sciare in Baviera, in Germania, nel 2018. Successivamente è entrata a far parte dell'Armed Forces Para Snowsport Team, raccogliendo, nel 2019, 50.000 sterline in beneficenza attraverso l'organizzazione.
Brownlee è stata inserita nella squadra GB Snowsport per la stagione 2021-22. Nel 2021, aveva vinto 25 medaglie in Coppa Europa e Nord America, comprese 11 medaglie d'oro, ed era la campionessa britannica in tutti gli eventi della categoria seduti di sci alpino. A dicembre 2021, è diventata la sciatrice britannica con il punteggio più alto e la nona migliore al mondo. Ai Campionati mondiali di sport sulla neve 2021 a Lillehammer, Norvegia, Brownlee è arrivata seconda nel superG femminile e terza nello slalom gigante, la prima britannica a vincere una medaglia ai campionati. Nello stesso anno, ha gareggiato ai campionati britannici di para-triathlon, vincendo una medaglia d'argento.
Nel febbraio 2022, Brownlee è stata confermata nella squadra britannica per le Paralimpiadi invernali del 2022. Erano i suoi primi Giochi Paralimpici, ed lei era una delle 14 atlete scozzesi in gara. Brownlee è arrivata sesta nell'evento nel superG seduti. Inizialmente al 5 ° posto, non ha terminato la corsa di slalom nella supercombinata seduta, ed è arrivata nona sia nello slalom gigante che nello slalom speciale seduta.

## Premi e riconoscimenti
Nel novembre 2021, Brownlee è stata nominata sportiva dell'anno della RAF. Per il suo ruolo di musicista nella band della RAF, Brownlee ha ricevuto l'Ordine dell'Impero Britannico MBE nel 2022 New Year Honours.

## Palmarès

### Campionati mondiali
- 2 medaglie:
  - 1 argento (supergigante a Lillehammer 2021)
  - 1 bronzo (slalom gigante a Lillehammer 2021)